# Episodi di Phineas e Ferb (prima stagione)
Gli episodi della prima stagione di Phineas e Ferb sono andati in onda su Disney Channel dal 27 settembre 2007 al 29 aprile 2009. In chiaro la prima stagione è trasmessa da Rai 2. C'è da far nota che alcuni episodi della prima stagione sono andati in onda prima su Rai 2 e solo dopo alcuni mesi su Disney Channel.
In Italia, questa stagione era stata proposta in 4:3, adattata con la tecnica del pan & scan, ma, a seguito del passaggio al formato 16:9 di Disney Channel nell'ottobre 2011, la stagione è stata riproposta nel formato originale; ciò è stato fatto anche in chiaro, su Rai 2, dall'aprile 2012.
| nº | Titolo originale                           | Titolo italiano                                   | Prima TV USA      | Prima TV Italia   |
| -- | ------------------------------------------ | ------------------------------------------------- | ----------------- | ----------------- |
| 1  | Rollercoaster                              | Montagne russe                                    | 17 agosto 2007    | 27 settembre 2007 |
| 1  | Candace Loses Her Head                     | Occhio alla testa, Candace!                       | 5 febbraio 2008   | 16 febbraio 2008  |
| 2  | The Fast and the Phineas                   | A tutto gas!                                      | 2 febbraio 2008   | 12 febbraio 2008  |
| 2  | Lawn Gnome Beach Party of Terror!          | La festa in spiaggia del terrore                  | 28 settembre 2007 | 5 dicembre 2007   |
| 3  | The Magnificent Few                        | Vita da cowboy                                    | 8 febbraio 2008   | 20 febbraio 2008  |
| 3  | S'Winter                                   | Esverno o instate?                                | 9 febbraio 2008   | 21 febbraio 2008  |
| 4  | Are You My Mummy?                          | Mia sorella, la mummia                            | 15 febbraio 2008  | 26 febbraio 2008  |
| 4  | Flop Starz                                 | Pop star per un giorno                            | 1º febbraio 2008  | 11 febbraio 2008  |
| 5  | Raging Bully                               | Abbasso i bulli                                   | 4 febbraio 2008   | 14 febbraio 2008  |
| 5  | Lights, Candace, Action!                   | Un... mostro di attrice                           | 3 febbraio 2008   | 13 febbraio 2008  |
| 6  | Get That Bigfoot Outta My Face!            | Chi ha paura di Bigfoot?                          | 23 febbraio 2008  | 2 marzo 2008      |
| 6  | Tree to Get Ready                          | Lotta tra casette                                 | 22 marzo 2008     | 25 febbraio 2008  |
| 7  | It's About Time!                           | Viaggio nel tempo                                 | 1º marzo 2008     | 5 marzo 2008      |
| 8  | Jerk De Soleil                             | Il circo casalingo                                | 10 febbraio 2008  | 25 febbraio 2008  |
| 8  | Toy to the World                           | Giocattoli per tutti                              | 22 febbraio 2008  | 28 febbraio 2008  |
| 9  | One Good Scare Ought to Do It!             | Uno spavento che male ti fa?                      | 3 ottobre 2008    | 2008              |
| 10 | A Hard Day's Knight                        | Il torneo medievale                               | 14 giugno 2008    | 2008              |
| 10 | I, Brobot                                  | Phinedroidi e Ferbot                              | 6 febbraio 2008   | 18 febbraio 2008  |
| 11 | Mom's Birthday                             | Il compleanno della mamma                         | 10 maggio 2008    | 10 maggio 2008    |
| 11 | Journey to the Center of Candace           | Viaggio al centro di Candace                      | 29 febbraio 2008  | 4 marzo 2008      |
| 12 | Run Away Runway                            | Top model per un minuto                           | 7 febbraio 2008   | 19 febbraio 2008  |
| 12 | I Scream, You Scream                       | Un errore di progettazione                        | 17 febbraio 2008  | 27 febbraio 2008  |
| 13 | It's a Mud, Mud, Mud, Mud World            | Candace la sfascia tutto                          | 24 febbraio 2008  | 3 marzo 2008      |
| 13 | The Ballad of Badbeard                     | La ballata di Barbadura                           | 12 aprile 2008    | 26 febbraio 2008  |
| 14 | Dude, We're Getting the Band Back Together | Ragazzi, rimettiamo insieme la band!              | 8 marzo 2008      | 12 marzo 2008     |
| 15 | Ready for the Bettys                       | In viaggio con la band                            | 16 febbraio 2008  | 2008              |
| 15 | The Flying Fishmonger                      | Il pescivendolo volante                           | 12 settembre 2008 | 2008              |
| 16 | Phineas and Ferb Get Busted                | Finalmente!                                       | 16 febbraio 2009  | 2009              |
| 17 | Greece Lightning                           | Antichità, che passione!                          | 19 aprile 2008    | 27 febbraio 2008  |
| 17 | Leave the Busting to Us!                   | Beccati!                                          | 19 aprile 2008    | 28 febbraio 2008  |
| 18 | Crack That Whip!                           | La manovra della frusta                           | 24 maggio 2008    | 2008              |
| 18 | The Best Lazy Day Ever                     | La miglior giornata del dolce far niente          | 24 maggio 2008    | 2008              |
| 19 | Boyfriend from 27,000 B.C.                 | Il mio ragazzo ha 27.000 anni                     | 7 giugno 2008     | 2008              |
| 19 | Voyage to the Bottom of Buford             | Viaggio all'interno di Buford                     | 7 giugno 2008     | 2008              |
| 20 | Put That Putter Away                       | Minigolf, maxi-passione                           | 10 agosto 2008    | 2008              |
| 20 | Does This Duckbill Make Me Look Fat?       | Come ornitorinco sembro più grassa?               | 10 agosto 2008    | 2008              |
| 21 | Traffic Cam-Caper                          | Prove schiaccianti                                | 12 luglio 2008    | 2008              |
| 21 | Bowl-R-Rama-Drama                          | Brividi al Bowl-R-Rama                            | 12 luglio 2008    | 2008              |
| 22 | The Monster of Phineas-n-Ferbenstein       | Il mostro di Phineas e Ferbstein                  | 17 ottobre 2008   | 2008              |
| 22 | Oil on Candace                             | Candace e l'arte                                  | 17 ottobre 2008   | 2008              |
| 23 | Unfair Science Fair                        | Alla fiera della scienza                          | 17 febbraio 2009  | 2009              |
| 23 | Unfair Science Fair Redux (Another Story)  | Sempre alla fiera della scienza (un'altra storia) | 18 febbraio 2009  | 29 aprile 2009    |
| 24 | Out to Launch                              | La notte delle stelle cadenti                     | 5 dicembre 2008   | 2008              |
| 25 | Got Game?                                  | I giochi F                                        | 2 agosto 2008     | 2008              |
| 25 | Comet Kermilian                            | La cometa di Kermillian                           | 2 agosto 2008     | 2008              |
| 26 | Out of Toon                                | La fabbrica di cartoni animati                    | 7 novembre 2008   | 2008              |
| 26 | Hail Doofania!                             | Evviva Doofania!                                  | 7 novembre 2008   | 2008              |

## Le montagne russe
Phineas e Ferb decidono di costruire delle giganti montagne russe nel loro giardino e invitano tutti i loro amici a provarle. Candace decide di avvisare la mamma, ma questa non le crede. Nel frattempo Perry riesce a fermare il perfido dottor Doofenshmirtz nel tentativo di controllare la rotazione del pianeta Terra.

## La festa in spiaggia del terrore
L'estate e il caldo si fanno sentire sempre di più: Phineas e Ferb decidono di mettere su una grande spiaggia dove invitare chiunque voglia divertirsi, occasione per Candace di stare con il suo amato Jeremy, tanto che per una volta rinuncia a cercare di far beccare i due fratelli. Intanto all'agente P è stato ordinato di fermare Doofenshmirtz, che questa volta sembra voglia eliminare tutti i nani da giardino del mondo, poiché perseguitato da brutti ricordi legati alla sua infanzia.
Il piano non riesce e tutti i nanetti piovono dal cielo.

## Pop star per un giorno
Phineas, Ferb e Candace apprendono che al centro commerciale ci saranno le audizioni per diventare pop star. Mentre i ragazzi compongono una canzone, Candace fa la fila per l'audizione e, arrivato il suo turno, viene ammessa nella banda PFT, composta da Phineas e Ferb. La ragazza però non ci sta e avverte la mamma, ma ogni tentativo si rivela vano. Intanto Perry cerca di fermare Doofenshmirtz che intende instaurare un regime di terrore negli Stati Uniti.
Nel frattempo Ben Baxter cerca di far firmare un contratto ai ragazzi, ma essi rifiutano ed egli ha intenzione di guadagnare con il video della loro performance. Perry riesce a sventare il piano dello scienziato e a distruggere la videocassetta con la registrazione della performance. Jeremy convince Candace a cantare con Phineas e Ferb, ma al termine della canzone la banda decide di ritirarsi, lasciando senza parole la ragazza.

## A tutto gas!
I ragazzi decidono di trasformare la macchina della loro mamma in una automobile telecomandata per partecipare a una gara di corse automobilistiche. Nonostante Candace voglia beccarli in flagrante, ogni tentativo sembra risultare piuttosto inutile. Ancora una volta Perry si ritroverà a combattere contro il terrificante Doofenshmirtz, sempre pronto a farla franca.

## Un mostro di attrice
Candace viene presa per la parte di protagonista in un film. Nemmeno il tempo di prepararsi che scopre subito che i registi del film non sono altro che Phineas e Ferb, che durante le prove le rendono la parte impossibile da interpretare; come se non bastasse i due hanno nel frattempo anche cambiato l'intero copione del film e anche il titolo La maledizione del mostro della principessa. Questa volta Doofenshmirtz ha inventato un acceleratore di età per stagionare il suo formaggio, ma il raggio della sua macchina colpisce sia lui che Perry, dando vita a un insieme di inconvenienti.

## Abbasso i bulli
Durante un pomeriggio in gelateria, Phineas fa cadere il suo cono gelato sui pantaloni di Buford scatenando l'ira del bullo. Buford decide quindi di sfidare Phineas a un torneo di pollicione, che finirà con un risultato piuttosto bizzarro. Intanto Doofenshmirtz ha costruito una macchina ipnotizzatrice per controllare le menti delle persone e costringerle a festeggiare il compleanno dello scienziato.

## Occhio alla testa, Candace!
Per il compleanno di Candace, i due fratelli decidono di scolpire la testa di Candace sul Monte Rushmore. La ragazza cerca di farli beccare dalla mamma, ma a causa di una serie di circostanze, ogni tentativo fallisce. Perry nel frattempo deve impedire a Doofenshmirtz di fargli scavare un tunnel sotterraneo che lo conduca fino in Cina.

## Phinedroidi e Ferbot
I ragazzi clonano se stessi creando dei Phinedroidi e Ferbot (dei robot) per poter completare più progetti nello stesso momento. Nel finale viene creata anche una versione robotica di Candace, la quale fugge terrorizzata alla sua vista.

## Top model per un minuto
Candace vuole a tutti i costi diventare una supermodella, ma non sa che nel frattempo i suoi fratellini stanno creando una linea d'abiti intitolata "È sempre estate" che verrà copiata da un famoso stilista e diverrà un successo, anche se per un tempo limitatissimo. Nel frattempo Doofenshmirtz decide di costruire una macchina per clonare sé stesso e toccherà nuovamente all'agente P fermarlo.

## Vita da cowboy
Doofenshmirtz decide di liberare migliaia di termiti per distruggere tutto il legno presente a Danville. Intanto Phineas e Ferb, insieme alla loro amica Isabella, devono cercare di calmare una mandria di bovini impazzita che vaga per tutta la città, in seguito alla rottura della staccionata dove risiedevano, causata dalle termiti.

## Esverno o instate?
I ragazzi usano la macchina del gelato del loro papà per creare un paradiso invernale dove rinfrescarsi dalla cocente estate. Nel frattempo Doofenshmirtz cerca di far sciogliere del cioccolato con dei raggi laser.

## Circo casalingo
I ragazzi decidono di allestire un circo casalingo e Candace (diventata rossa e con una voce profonda a causa dell'esposizione alla pastinaca a cui è allergica), cercando di avvertire la madre dell'accaduto, si ritrova coinvolta in una canzone.

## Mia sorella, la mummia
I due fratelli decidono di andare insieme a tutta la famiglia al cinema in cui vi è la proiezione di un interessante documentario dell'antico Egitto. Con l'occasione, affascinati dalle storie riguardanti il paese africano, decidono di cercare una mummia reale.

## Un errore di progettazione
Phineas e Ferb decidono di preparare una grande coppa di gelato per Isabella, la quale è stata appena operata alle tonsille. Nel frattempo Doofenshmirtz decide di costruire un potente laser spaziale sotto gli occhi della figlia Vanessa. Sarà una occasione sia per Candace che per Vanessa di distruggere i piani dei loro rispettivi fratelli e papà; purtroppo i progetti vengono scambiati. Intanto la mamma di Phineas e Ferb e l'ex compagna di Doofenshmirtz frequentano un corso di cucina.

## Giocattoli per tutti
Dopo averli provocati sul fatto che non siano in grado di costruire un giocattolo migliore di quello più in voga al momento, lo Shimmy Jimmy, Phineas e Ferb inventano un personaggio inanimato "Perry l'ornitorinco" che non fa proprio nulla, ma che colpisce i dirigenti della Har D Har Toy. Così il loro giocattolo verrà messo in vendita, anche se il successo avrà breve durata.

## Chi ha paura del Bigfoot?
Phineas, Ferb e Candace fanno visita ai loro nonni sulla casa al lago che possiedono. Inizialmente i ragazzi vogliono spaventarla facendole credere che il Bigfoot esista veramente, ma la situazione poi si ribalta.

## Candace la sfascia tutto
I fratelli di Candace decidono di costruirle un monster truck per imparare a guidare la macchina, ma si ritroverà presto coinvolta in un vero e proprio scontro tra i professionisti di monster truck.

## Viaggio al centro di Candace
I ragazzi costruiscono un mini sottomarino per recuperare la cintura di Isabella, ingoiata per errore dal cane di questa. Sfortunatamente le cose non vanno per il verso giusto e Phineas e Ferb si ritroveranno dentro Candace e faranno di tutto per uscire dal corpo della loro sorella. Candace intanto ha un importante appuntamento col suo amato Jeremy.

## Viaggio nel tempo
Phineas e Ferb riparano una vecchia macchina del tempo malridotta. L'esperimento riesce e i due, insieme alla loro sorella si ritrovano bloccati nella preistoria. Grazie all'aiuto della brillante Isabella, riusciranno a tornare nel presente. Nel frattempo Doofenshmirtz si ritrova ad avere un nuovo nemico, l'agente Panda, che sostituisce definitivamente l'agente P, causando però nell'ornitorinco un momento di depressione.

## Ragazzi, rimettiamo insieme la band
Phineas e Ferb fanno in modo di rimettere insieme la band galeotta dai loro genitori, i Love Händel, in occasione del loro anniversario di matrimonio. Intanto Doofenshmirtz è alle prese con i preparativi del sedicesimo compleanno di sua figlia e le organizza un party da bambina, ma il combattimento con l'agente P distrugge la sala della festa trasformandola in un ambiente decadente amato dai suoi amici emo.

## Lotta tra casette
I ragazzi decidono di costruirsi una casetta sopra l'albero situato nel giardino della loro abitazione, e con l'occasione sistemano anche quella di Candace, da anni abbandonata al suo destino. Intanto Doofenshmirtz decide di ipnotizzare dei piccioni affinché questi sabotino una cerimonia in cui vi è il tanto odiato fratello.

## La ballata di Barbadura
Dopo aver raccontato l'incredibile storia di Barbadura (parodia del pirata Barbanera), il nonno incita Phineas e Ferb nel raggiungere un'isola in cui probabilmente vi è un vecchio tesoro. Nel frattempo, Candace si ritrova accidentalmente coinvolta nella nuova missione dell'Agente P, che crede essere un'allucinazione dopo essere stata esposta al muschio arancione, che si dice provocare strane visioni a chiunque ne venga in contatto.

## Antichità, che passione!
Phineas e Ferb organizzano una grande gara di velocità con i carri dell'antica Grecia, nella quale si ritroverà coinvolta anche Candace. Intanto Doofenshmirtz ha costruito un gigante robot, Norm, che a prima vista sembra essere inoffensivo, ma in realtà ha il compito di annientare Perry.

## Beccati!
Sempre più afflitta del fatto che non riesce mai a cogliere in flagrante i loro due ingegnosi fratelli, Candace chiama la produzione di un nuovo reality show dal titolo "Beccati!" in cui la conduttrice aiuterà Candace a beccare appunto Phineas e Ferb.
Ma un inconveniente "distruggerà" le sue speranze e le prove.

## Il compleanno della mamma
Per il compleanno della mamma Phineas e Ferb sembrano avere idee più brillanti rispetto a quelle di Candace. Alla fine il duro lavoro di Candace verrà però ricompensato proprio dai suoi due fratelli. Intanto Doofenshmirtz ha costruito una macchina che eliminerà, col suo laser, ogni cosa che lui detesta, toccherà nuovamente a Perry sconfiggere il suo nemico.

## La manovra della frusta
I ragazzi organizzano una gara di roller derby per la loro nonna, per testare la sua incredibile velocità contro la nonna di Jeremy, da sempre sua acerrima nemica. Ferb e Candace si schierano dalla parte della loro nonna, mentre Jeremy e la sua sorellina diabolica dalla parte della loro rispettiva nonna.

## La miglior giornata del dolce far niente
Per la prima volta in assoluto Phineas e Ferb decidono di non fare proprio un bel niente. Ma nonostante ciò, Candace sospetta qualcosa e preoccupata che possa perdere il suo "lavoro" di spia, decide di provocare i suoi fratelli affinché questi costruiscano qualcosa di grandioso. Intanto Doofenshmirtz ha creato una macchina che fa diventare di un aspetto orribile qualunque cosa gli capita a tiro.

## Il mio ragazzo ha 27.000 anni
Phineas e Ferb riescono a recuperare il corpo ghiacciato di un cavernicolo che però, senza volerlo, perdono di vista. A ritrovarlo, senza saperlo, sarà Candace che crede in realtà sia il suo amato Jeremy travestito da cavernicolo, visto che stava per partecipare ad una festa in maschera.
Doofenshmirtz intanto vuole distruggere gli uomini vestiti da panini ambulanti che fanno pubblicità ai fast food.

## Viaggio all'interno di Buford
Quando Biff, il pesciolino rosso di Buford, sparisce, i ragazzi decidono di ritrovarlo. Nel frattempo Doofenshmirtz cerca di salvare la sua reputazione di cattivo, dopo aver salvato accidentalmente un gatto che era in pericolo.

## Torneo medievale
Mentre sono a fare visita ai nonni in Inghilterra Phineas e Ferb, organizzano un torneo medievale coinvolgendo un ragazzo del posto, di cui Candace si innamora. Durante il corso della gara Candace viene chiusa in una torre in attesa del salvataggio del ragazzo, ma si incastra in un'armatura nera e, poco dopo, si ritrova inseguita da un gruppo di cani, venendo scambiata per il fantasma del cavaliere nero, ossia il protagonista della leggenda locale.

## Prove schiaccianti
Nei pressi dell'abitazione di Phineas e Ferb è stata installata una telecamera contenente un disco, che Candace vuole far vedere alla madre per poter incastrare definitivamente i fratelli. L'agente P intanto scopre dal maggiore Monogram che il disco ha registrato tutti i suoi spostamenti da agente segreto; la sua missione è quella di portare il disco al quartier generale, dove verrà eliminato. Riesce nella missione grazie all'aiuto di Norm, l'uomo robot creato da Doofenshmirtz; di conseguenza Candace non ha più le prove.

## Brividi al Bowl-R-Rama
Phineas e Ferb decidono di costruire una palla da bowling gigante e tecnologica con l'intento di portarla al luna park cittadino, in cui ci sarà la premiazione dei record mondiali. All'interno ci entra Candace che, non sapendo governarla, fa andare la palla fuori controllo; di conseguenza Phineas, Ferb, Buford, Baljeet e Isabella devono condurla al luna park. Intanto il dottor Doofenshmirtz crea un esercito di robot a forma di pinguino, con lo scopo di congelare la città e arricchirsi vendendo cioccolata calda a un milione di dollari. Perry riesce con successo a fermare lo scienziato, distruggendo i pinguini con la palla da bowling.

## I giochi F
Isabella e Buford sono in disaccordo su quale sesso sia migliore nello sport; Phineas e Ferb allora organizzano in uno stadio tanti giochi per risolvere la questione. Perry nel frattempo si traveste da cane per partecipare a una mostra canina con il dottor Doofenshmirtz, con lo scopo di fermare un suo piano malvagio.

## La cometa di Kermilian
Quella notte passerà la cometa di Kermilian. Per l'occasione Phineas e Ferb costruiscono un osservatorio e vogliono incidere sulla cometa le loro facce. Intanto il dottor Doofenshmirtz ruba tutte le bistecche, con l'intento di brevettare un'invenzione, e Perry ha il compito di fermarlo. Perry attiva un raggio laser, che distrugge l'osservatorio e il contenitore con le bistecche rubate dall'uomo. Si mettono quindi a piovere bistecche grigliate.

## Minigolf, maxi-passione
I ragazzi sono tristi perché il minigolf di Danville è chiuso, così decidono di costruirne uno. Candace, malata, chiede aiuto a Stacy per far beccare i suoi fratelli, ma essa si fa prendere dal gioco dimenticandosi il suo compito. Il dottor Doofenshmirtz, intanto, nella sua casa vacanza, costruisce un inator per spedire le foglie nel giardino del suo vicino.

## Come ornitorinco sembro più grassa?
Phineas e Ferb costruiscono un teletrasporto, ma Candace e Perry ci entrano insieme e si scambiano i corpi. Poco dopo l'agente P si presenta dal dottor Doofenshmirtz con il corpo di una adolescente. Lo scienziato, che pensa sia un travestimento, ha rubato i pupazzi clown di un fast food di Danville.
Intanto arriva Jeremy e la ragazza, che non vuole farsi vedere in quello stato, chiede alla mamma di trattenerlo, ma essa gli racconta tutte le cose imbarazzanti di Candace.
Alla fine tutto torna alla normalità, e la mamma non vede il teletrasporto di Phineas e Ferb, perché rimpicciolito.

## In viaggio con la band
Candace e Stacy vincono una giornata con il loro gruppo musicale preferito, le Betty. Ma, nel viaggio in pullman, le ragazze vengono trattate male. Intanto, Phineas e Ferb scoprono casualmente un'entrata segreta dell'agente P; pensando di giocare agli agenti, vanno da Doof. Perry, avvisato, li anticipa e nasconde lo scienziato in uno sgabuzzino. Successivamente, i due fratelli, con l'aiuto di Perry, riescono a salvare il pullman delle Betty, che stava per precipitare. Le musiciste, pensando fosse stata Candace a salvarle, riacquistano fiducia e fanno cantare lei e Stacy sul palco. Perry riesce a riprendere i due fratelli sulla macchina volante e li fa precipitare nella piscina di Isabella. La mamma crede al fatto del bagno in piscina, ma a Candace non importa.

## Il pescivendolo volante
Il nonno di Phineas e Ferb ha un sogno: tornare a essere "Il grande pescivendolo volante" come agli anni della sua gioventù; a uno spettacolo nel quale avrebbe voluto saltare un burrone, infatti, era iniziato a piovere. I due fratelli allora modificano la vecchia moto del nonno, che la mamma aveva adibito a lampada, aggiungendovi due sidecar. Nonno e nipoti usano poi la moto per saltare il burrone, costruito in giardino. Dopo aver appreso che l'inno era così triste da far piovere, riescono a saltare, anche se con qualche problema. Doofenshmirtz intanto vuole buttare della sabbia su un suo nemico. Lo scarpone che avrebbe dovuto far cadere il secchio di sabbia, però, ribalta i camion di Phineas contenenti la terra scavata per fare il burrone, riversandola quindi nel dirupo. Poco dopo il nonno vuole sentire il suo vecchio inno, facendo così piovere. La pioggia rifà crescere l'erba e dunque, quando Candace vuole far vedere il burrone alla mamma, non ce ne è traccia.

## Uno spavento che male ti fa?
Isabella ha un brutto singhiozzo e Phineas per farglielo passare costruisce una casa di fantasmi. Intanto, Perry scopre che Doofenshmirtz sta per far saltare in aria, con il suo Disintegratore, la casa del suo mentore, cosa che gli aveva chiesto prima di andare in prigione. Tornando a casa Candace scopre la casa dei fantasmi, ma quando arriva la mamma, il jet di Doofenshmirtz afferra la casa. Phineas, rimane intrappolato in essa e si butta; Isabella lo prende al volo e le passa il singhiozzo. Cadono poi la costruzione dei fratelli, e il disintegratore. Alla fine Jeremy e Candace si scusano l'un l'altra e Isabella è felice poiché Phineas, per farle passare il singhiozzo, l'ha riempita di attenzioni.

## Il mostro di Phineas e Ferbstein
Un acquazzone costringe Phineas e Ferb ad eliminare le attività che avevano in programma. Per passare il tempo, nonno Reg racconta una storia di un antenato di Ferb, Ferbgor, che aiutava un antico scienziato, il Dr. Phineastein, a creare un ornitorinco mostro gigante. Nel frattempo Doofenshmirtz, bloccato nel suo edificio con Perry, racconta una storia a proposito di un suo antenato, il dottor Jekyll Doofenshmirtz, che ha creato un distributore di bevande in grado di creare un drink che trasforma chiunque in un mostro.

## Candace e l'arte
Phineas, Ferb e Django vanno a vedere una mostra d'arte del padre di quest'ultimo e i tre decidono di creare un'opera d'arte gigante. Intanto il dottor Doofenshmirtz, cercando di vendicarsi verso la sua ex insegnante di scienze, finisce per distruggere la creazione dei ragazzi. Django tuttavia fa vedere un disegno da lui fatto al padre, il quale decide di esporlo nella mostra.

## La squadra degli improbabili
Phineas e Ferb costruiscono uno studios per creare cartoni animati e, nella produzione, coinvolgono anche Candace e gli amici. Il dottor Doofenshmirtz crea un raggio che costringe gli altri a ballare e Perry ha l'incarico di fermarlo. Ci riesce facendo in modo che il macchinario cada dalla casa dello scienziato.

## Evviva Doofania
Dopo che Roger, il fratello del dottor Doofenshmirtz, è stato eletto sindaco, lo scienziato decide di creare Doofania, ossia un impero malvagio con lui sindaco. Intanto Phineas e Ferb costruiscono un macchinario che crea arcobaleni. Dopo l'azionamento della macchina, un pescatore rimane affascinato dalla bellezza dell'arcobaleno e buca accidentalmente il salvagente che sorregge Doofania. L'impero affonda e Vanessa non può avvertire la madre.

## La notte delle stelle cadenti
Phineas e Ferb decidono di costruire un razzo con lo scopo di viaggiare nello spazio. A causa di un errore il velivolo decolla con su Perry e Candace, salita nel tentativo di fermare i fratelli. Essi, con un altro razzo, vanno a prendere Candace, mentre Perry si allontana dal razzo per fermare Doofenshmirtz, che ha costruito una base nello spazio. Dopo alcune disavventure Perry riesce a fermare lo scienziato e i ragazzi a tornare a casa.

## Finalmente
Candace riesce finalmente a far beccare Phineas e Ferb facendo vedere alla madre la macchina che i ragazzi hanno trasformano nella "macchina volante del futuro oggi". Di conseguenza i due fratelli vengono mandati nella scuola/riformatorio "via il sorriso" nella quale viene loro fatto il lavaggio del cervello. Candace realizza a quel punto di aver fatto un errore e si pente profondamente delle sue azioni; decide di aiutare i fratelli a scappare con l'aiuto di Jeremy. Candace, Jeremy, Phineas e Ferb vengono però inseguiti dal folle direttore dell'istituto; la sorella riesce a far tornare in sè i fratelli e a sconfiggere il direttore, che precipita in un burrone. Col tempo scoprono l'identità segreta di Perry che per questo viene trasferito in un'altra famiglia. Alla fine si scopre che è solo un incubo di Perry.

## Alla fiera della scienza
Phineas e Ferb aiutano Baljeet a costruire un portale per Marte per la fiera di scienze. Intanto il dottor Doofenshmirtz vuole vincere alla fiera di scienze, partecipandovi con un gigantesco vulcano alimentato con bicarbonato di sodio e aceto. Quando lo scienziato sta per versare l'aceto nel vulcano, Perry glielo versa addosso e fa in modo che l'uomo si incastri nel cratere. Il vulcano così esplode, Doofenshmirtz si trova teletraspostato su Marte e il portale esplode.

## Alla fiera della scienza (un'altra storia)
Phineas, Ferb e Baljeet costruiscono un nuovo portale per Marte. Candace, che vuole iniziare una nuova vita in un posto lontano perché nessuno la vuole, attraversa il portale, che poco dopo si distrugge e la ragazza si trova bloccata sul pianeta rosso, dove viene proclamata regina da un gruppo di marziani. I ragazzi riparano il portale e vanno in soccorso di Candace, la quale inizialmente non vuole tornare sulla Terra; cambia però idea quando chiede agli alieni di essere lasciata in pace ed essi non prendono bene la cosa.